# Де Серрес, Камилла
Камилла де Серрес-Рейнвиль (англ. Camille de Serres-Rainville; род. 24 августа 1995, в Монреале, Квебек, Канада) — канадская шорт-трекистка, бронзовая призёр чемпионата мира 2019 года.

## Спортивная карьера
Камилла де Серрес начала кататься на коньках при содействии её мамы в возрасте 5-ти лет в конькобежном клубе "CPV Монреаль - Сен-Мишель" в Квебеке. 
Она дебютировала в ноябре 2018 года на Кубке мира в Калгари, где заняла 15 место на 1000 м и 13-е на 1500 м, а также выиграла бронзу в женской эстафете. В декабре на этапе в Алматы также стала бронзовым призёром в эстафете.
В марте 2019 года на чемпионате мира в Софии выиграла бронзовую медаль в эстафете в составе Ким Бутен, Элисон Чарльз, Касандрой Брадетт и Кортни Саро. В 2019 году на чемпионате Канады заняла 10-е место в общем зачёте. В 2020 году на чемпионате четырёх континентов стала 11-й в многоборье. В марте все соревнования были отменены из-за пандемии коронавируса на целый год и пришлось тренироваться в условиях пандемии в домашних условиях.